# Slovenska redakcija RAI
Slovenska redakcija RAI je programsko samostojna televizijska redakcija slovenske narodne skupnosti v Italiji. Od leta 1996 deluje v okviru deželnega uredništva (Furlanija - Julijska krajina) italijanske medijske mreže RAI na frekvencah RAI 3 bis. Njen signal ne seže v vsa območja slovenske avtohtone poselitve v Italiji, problematični so odmaknjeni predeli Videmske pokrajine. V okviru mreže RAI deluje tudi radijski program v slovenščini Radio Trst A.
Slovenska redakcija ustvari 25 minut programa ob delovnih dneh in vsaj 85 minut ob vikendih. Osrednji del programa je dvajsetminutni TV dnevnik ob 20.30, pred tem se predvaja 5 minut otroškega programa ob 20.25. Vsaj 60 minut različnega sporeda v slovenskem jeziku (dokumentarni in drugi filmi, okrogle mize, oddaje verske vsebine) je predvajanega ob sobotah in nedeljah ob 20.50.